# Otsego (Minnesota)
Otsego – miasto w Stanach Zjednoczonych, w stanie Minnesota, w hrabstwie Wright.